# Девід Седлер
Девід Седлер (англ. David Sadler, нар. 5 лютого 1946, Ялдінг) — англійський футболіст, що грав на позиції захисника за клуби «Манчестер Юнайтед» і «Престон Норт-Енд», а також національну збірну Англії.
Дворазовий чемпіон Англії. Володар Кубка європейських чемпіонів. 

## Клубна кар'єра
У дорослому футболі дебютував 1963 року виступами за команду клубу «Манчестер Юнайтед», в якій провів десять сезонів, взявши участь у 271 матчі чемпіонату.  Більшість часу, проведеного у складі «Манчестер Юнайтед», був основним гравцем захисту команди. За цей час двічі виборював титул чемпіона Англії, в сезоні 1967/68 ставав володарем Кубка європейських чемпіонів.
Завершив професійну ігрову кар'єру у клубі «Престон Норт-Енд», за команду якого виступав протягом 1973—1977 років.

## Виступи за збірну
1967 року дебютував в офіційних матчах у складі національної збірної Англії. Протягом кар'єри у національній команді, яка тривала 4 роки, провів у її формі 4 матчі.

## Статистика виступів

### «Манчестер Юнайтед»
| Клуб                | Сезон   | Перший дивізіон | Перший дивізіон | Кубок Англії з футболу | Кубок Англії з футболу | КФЛ  | КФЛ  | Єврокубки | Єврокубки | Інше | Інше | Разом | Разом |
| Клуб                | Сезон   | Ігри            | Голи            | Ігри                   | Голи                   | Ігри | Голи | Ігри      | Голи      | Ігри | Голи | Ігри  | Голи  |
| ------------------- | ------- | --------------- | --------------- | ---------------------- | ---------------------- | ---- | ---- | --------- | --------- | ---- | ---- | ----- | ----- |
| «Манчестер Юнайтед» | 1963–64 | 19              | 5               | 0                      | 0                      | 0    | 0    | 2         | 0         | 0    | 0    | 21    | 5     |
| «Манчестер Юнайтед» | 1964–65 | 6               | 1               | 0                      | 0                      | 0    | 0    | 0         | 0         | 0    | 0    | 6     | 1     |
| «Манчестер Юнайтед» | 1965–66 | 10              | 4               | 0                      | 0                      | 0    | 0    | 0         | 0         | 0    | 0    | 10    | 4     |
| «Манчестер Юнайтед» | 1966–67 | 36              | 5               | 2                      | 0                      | 1    | 0    | 0         | 0         | 0    | 0    | 39    | 5     |
| «Манчестер Юнайтед» | 1967–68 | 41              | 3               | 2                      | 0                      | 0    | 0    | 9         | 3         | 0    | 0    | 52    | 6     |
| «Манчестер Юнайтед» | 1968–69 | 29              | 0               | 1                      | 0                      | 0    | 0    | 5         | 0         | 2    | 0    | 37    | 0     |
| «Манчестер Юнайтед» | 1969–70 | 40              | 2               | 9                      | 0                      | 8    | 1    | 0         | 0         | 0    | 0    | 57    | 3     |
| «Манчестер Юнайтед» | 1970–71 | 32              | 1               | 2                      | 0                      | 5    | 0    | 0         | 0         | 0    | 0    | 39    | 1     |
| «Манчестер Юнайтед» | 1971–72 | 37              | 1               | 6                      | 1                      | 6    | 0    | 0         | 0         | 0    | 0    | 49    | 2     |
| «Манчестер Юнайтед» | 1972–73 | 19              | 0               | 1                      | 0                      | 2    | 0    | 0         | 0         | 0    | 0    | 22    | 0     |
| «Манчестер Юнайтед» | 1973–74 | 3               | 0               | 0                      | 0                      | 0    | 0    | 0         | 0         | 0    | 0    | 3     | 0     |
| «Манчестер Юнайтед» | Разом   | 272             | 22              | 23                     | 1                      | 22   | 1    | 16        | 3         | 2    | 0    | 335   | 27    |

### Статистика у збірній
| Збірна | Рік   | Ігри | Голи |
| ------ | ----- | ---- | ---- |
| Англія | 1967  | 2    | 0    |
| Англія | 1968  | 0    | 0    |
| Англія | 1969  | 0    | 0    |
| Англія | 1970  | 2    | 0    |
| Англія | Разом | 4    | 0    |

## Титули і досягнення
- Чемпіон Англії (2):

«Манчестер Юнайтед»: 1964-1965, 1966-1967
- Володар Кубка чемпіонів УЄФА (1):

«Манчестер Юнайтед»: 1967-1968
- Чемпіон Європи (U-18): 1963, 1964